# Paradise: Hope
Paradise: Hope (Paradies: Hoffnung) è un film del 2013 diretto da Ulrich Seidl.

## Trama
La tredicenne Melanie viene mandata dalla madre, partita per un viaggio in Kenya, a trascorrere qualche settimana presso un centro dimagrante sulle montagne austriache. Tra lezioni nutrizionali e dure sessioni di esercizi fisici, Melanie fa amicizia con il gruppo di adolescenti che frequenta il corso e si innamora del medico di mezza età del centro dimagrante.

## Produzione
Il film conclude la trilogia che comprende anche Paradise: Love e Paradise: Faith, nei quali ricompaiono alcuni degli stessi personaggi e luoghi.

## Accoglienza
Paradise: Hope è stato presentato in anteprima l'8 febbraio 2013 al Festival del cinema di Berlino.